# Tour of Oman 2022
Tour de La Oman 2022 – 11. edycja wyścigu kolarskiego Tour of Oman, która odbyła się w dniach od 10 do 15 lutego 2022 na liczącej 891 kilometrów trasie składającej się z 6 etapów, biegnącej na terenie Omanu. Impreza kategorii 2.Pro była częścią UCI ProSeries 2022.

## Etapy
| Etap | Data   | Start – Meta                                        | type        | Dystans (km) | Suma wzniesień (m) | Zwycięzca etapu  | Lider            |
| ---- | ------ | --------------------------------------------------- | ----------- | ------------ | ------------------ | ---------------- | ---------------- |
| 1    | 10 lut | Rustaq Fort – Oman Convention and Exhibition Centre | płaski      | 138          | 684 m              | Fernando Gaviria | Fernando Gaviria |
| 2    | 11 lut | Naseem Garden – Suhar                               | płaski      | 167,5        | 179 m              | Mark Cavendish   | Mark Cavendish   |
| 3    | 12 lut | Uniwersytet Sułtana Kabusa – Qurayyat               | pagórkowaty | 180          | 1918 m             | Anthon Charmig   | Anthon Charmig   |
| 4    | 13 lut | As-Sifah – Maskat                                   | pagórkowaty | 119,5        | 2174 m             | Fausto Masnada   | Fausto Masnada   |
| 5    | 14 lut | Samail – Al Akhdar Mountains                        | górski      | 150,5        | 1967 m             | Jan Hirt         | Jan Hirt         |
| 6    | 15 lut | Maskat – Matrah Corniche                            | płaski      | 135,5        | 1097 m             | Fernando Gaviria | Jan Hirt         |

## Uczestnicy

### Drużyny
| WorldTeams (7)- Cofidis - Groupama-FDJ - Intermarché-Wanty-Gobert Matériaux - Quick-Step Alpha Vinyl - BikeExchange-Jayco - Team DSM - UAE Team Emirates ProTeams (8)- Bardiani-CSF-Faizanè - Bingoal Pauwels Sauces WB - Burgos-BH - Euskaltel-Euskadi - Gazprom-RusVelo - Arkéa-Samsic - Team Novo Nordisk - Uno-X Pro Cycling Team Continental team- Astana Qazaqstan Development Team Reprezentacja- Oman |
| |

### Lista startowa
| Quick-Step Alpha Vinyl QST | Quick-Step Alpha Vinyl QST | Quick-Step Alpha Vinyl QST |
| -------------------------- | -------------------------- | -------------------------- |
| Nr                         | Kolarz                     | Miejsce                    |
| 1                          | Mark Cavendish (GBR)       | 68.                        |
| 2                          | Iljo Keisse (BEL)          | 72.                        |
| 3                          | Fausto Masnada (ITA)       | 2.                         |
| 4                          | Mauro Schmid (SUI)         | 10.                        |
| 5                          | Stijn Steels (BEL)         | 59.                        |
| 6                          | Stan Van Tricht (BEL)      | 34.                        |

| Team DSM DSM | Team DSM DSM                  | Team DSM DSM |
| ------------ | ----------------------------- | ------------ |
| Nr           | Kolarz                        | Miejsce      |
| 11           | Søren Kragh Andersen (DEN)    | 39.          |
| 12           | Marco Brenner (GER)           | 24.          |
| 13           | Jonas Iversby Hvideberg (NOR) | 25.          |
| 14           | Henri Vandenabeele (BEL)      | 9.           |
| 15           | Kevin Vermaerke (USA)         | 11.          |

| UAE Team Emirates UAD | UAE Team Emirates UAD     | UAE Team Emirates UAD |
| --------------------- | ------------------------- | --------------------- |
| Nr                    | Kolarz                    | Miejsce               |
| 21                    | Rui Costa (POR)           | 3.                    |
| 22                    | Fernando Gaviria (COL)    | 49.                   |
| 23                    | Ryan Gibbons (RSA)        | 16.                   |
| 24                    | Felix Groß (GER)          | 53.                   |
| 25                    | Yousif Mirza (UAE)        | 42.                   |
| 26                    | Maximiliano Richeze (ARG) | 65.                   |
| 27                    | Oliviero Troia (ITA)      | DNS-6                 |

| Arkéa-Samsic ARK | Arkéa-Samsic ARK      | Arkéa-Samsic ARK |
| ---------------- | --------------------- | ---------------- |
| Nr               | Kolarz                | Miejsce          |
| 31               | Élie Gesbert (FRA)    | 4.               |
| 32               | Winner Anacona (COL)  | 19.              |
| 33               | Amaury Capiot (BEL)   | 47.              |
| 34               | Laurent Pichon (FRA)  | 32.              |
| 35               | Kévin Vauquelin (FRA) | 6.               |

| Intermarché-Wanty-Gobert Matériaux IWG | Intermarché-Wanty-Gobert Matériaux IWG | Intermarché-Wanty-Gobert Matériaux IWG |
| -------------------------------------- | -------------------------------------- | -------------------------------------- |
| Nr                                     | Kolarz                                 | Miejsce                                |
| 41                                     | Rein Taaramäe (EST)                    | 8.                                     |
| 42                                     | Tom Devriendt (BEL)                    | 63.                                    |
| 43                                     | Jan Hirt (CZE)                         | 1.                                     |
| 44                                     | Julius Johansen (DEN)                  | 79.                                    |
| 45                                     | Hugo Page (FRA)                        | 18.                                    |
| 46                                     | Kévin Van Melsen (BEL)                 | 80.                                    |

| Cofidis COF | Cofidis COF           | Cofidis COF |
| ----------- | --------------------- | ----------- |
| Nr          | Kolarz                | Miejsce     |
| 51          | Max Walscheid (GER)   | 60.         |
| 52          | Sander Armée (BEL)    | 12.         |
| 53          | Szymon Sajnok (POL)   | 55.         |
| 54          | Hugo Toumire (FRA)    | 17.         |
| 55          | Davide Villella (ITA) | 44.         |

| BikeExchange-Jayco BEX | BikeExchange-Jayco BEX   | BikeExchange-Jayco BEX |
| ---------------------- | ------------------------ | ---------------------- |
| Nr                     | Kolarz                   | Miejsce                |
| 61                     | Kaden Groves (AUS)       | 61.                    |
| 62                     | Kelland O’Brien (AUS)    | 51.                    |
| 63                     | Kevin Colleoni (ITA)     | 7.                     |
| 64                     | Alexander Konychev (ITA) | DNS-2                  |
| 65                     | Cameron Meyer (AUS)      | 31.                    |
| 66                     | Callum Scotson (AUS)     | 30.                    |
| 67                     | Campbell Stewart (NZL)   | 67.                    |

| Groupama-FDJ GFC | Groupama-FDJ GFC          | Groupama-FDJ GFC |
| ---------------- | ------------------------- | ---------------- |
| Nr               | Kolarz                    | Miejsce          |
| 71               | Paul Penhoët (FRA)        | 28.              |
| 72               | Clément Davy (FRA)        | 50.              |
| 73               | Antoine Duchesne (CAN)    | 23.              |
| 74               | Ignatas Konovalovas (LTU) | 66.              |
| 75               | Miles Scotson (AUS)       | 35.              |
| 76               | Ramon Sinkeldam (NED)     | 38.              |

| Uno-X Pro Cycling Team UXT | Uno-X Pro Cycling Team UXT | Uno-X Pro Cycling Team UXT |
| -------------------------- | -------------------------- | -------------------------- |
| Nr                         | Kolarz                     | Miejsce                    |
| 81                         | Anthon Charmig (DEN)       | 5.                         |
| 82                         | Niklas Eg (DEN)            | DNS-3                      |
| 83                         | Tord Gudmestad (NOR)       | 52.                        |
| 84                         | Marcus Sander Hansen (DEN) | DNF-6                      |
| 85                         | Martin Urianstad (NOR)     | DNS-1                      |

| Bardiani CSF Faizanè BCF | Bardiani CSF Faizanè BCF | Bardiani CSF Faizanè BCF |
| ------------------------ | ------------------------ | ------------------------ |
| Nr                       | Kolarz                   | Miejsce                  |
| 91                       | Filippo Zana (ITA)       | 13.                      |
| 92                       | Luca Colnaghi (ITA)      | 76.                      |
| 93                       | Luca Covili (ITA)        | 15.                      |
| 94                       | Luca Rastelli (ITA)      | 54.                      |
| 95                       | Samuele Zoccarato (ITA)  | 64.                      |
| 96                       | Jonathan Cañaveral (COL) | DNF-6                    |

| Bingoal Pauwels Sauces WB BWB | Bingoal Pauwels Sauces WB BWB | Bingoal Pauwels Sauces WB BWB |
| ----------------------------- | ----------------------------- | ----------------------------- |
| Nr                            | Kolarz                        | Miejsce                       |
| 101                           | Milan Menten (BEL)            | 27.                           |
| 102                           | Louis Blouwe (BEL)            | 40.                           |
| 103                           | Dorian de Maeght (BEL)        | DNF-4                         |
| 104                           | Johan Meens (BEL)             | 45.                           |
| 105                           | Mathijs Paasschens (NED)      | DNS-1                         |
| 106                           | Laurenz Rex (BEL)             | 57.                           |
| 107                           | Nathan Vandepitte (FRA)       | 70.                           |

| Euskaltel-Euskadi EUS | Euskaltel-Euskadi EUS | Euskaltel-Euskadi EUS |
| --------------------- | --------------------- | --------------------- |
| Nr                    | Kolarz                | Miejsce               |
| 111                   | Joan Bou (ESP)        | 46.                   |
| 112                   | Antonio Angulo (ESP)  | 56.                   |
| 113                   | Carlos Canal (ESP)    | 21.                   |
| 114                   | Peio Goikoetxea (ESP) | 69.                   |
| 115                   | Julen Irizar (ESP)    | DNF-5                 |

| Gazprom-RusVelo GAZ | Gazprom-RusVelo GAZ    | Gazprom-RusVelo GAZ |
| ------------------- | ---------------------- | ------------------- |
| Nr                  | Kolarz                 | Miejsce             |
| 121                 | Marco Canola (ITA)     | DNS-5               |
| 122                 | Pawieł Koczetkow (RUS) | 41.                 |
| 123                 | Michael Kukrle (CZE)   | 26.                 |
| 124                 | Dienis Niekrasow (RUS) | 14.                 |
| 125                 | Iwan Rowny (RUS)       | 43.                 |
| 126                 | Dmitrij Strachow (RUS) | 22.                 |

| Burgos-BH BBH | Burgos-BH BBH                 | Burgos-BH BBH |
| ------------- | ----------------------------- | ------------- |
| Nr            | Kolarz                        | Miejsce       |
| 131           | Mihkel Räim (EST) (szosa)     | 77.           |
| 132           | Mario Aparicio (ESP)          | 20.           |
| 133           | Jetse Bol (NED)               | 29.           |
| 134           | Ángel Fuentes (ESP)           | 58.           |
| 135           | Victor Langellotti (MON)      | 73.           |
| 136           | Alex Molenaar (NED)           | 71.           |
| 137           | Mehmet Şampiyonbisiklet (FRA) | DNF-4         |

| Oman OMA | Oman OMA                | Oman OMA |
| -------- | ----------------------- | -------- |
| Nr       | Kolarz                  | Miejsce  |
| 141      | Said Al Rahbi           | 84.      |
| 142      | Mohamed Al Wahibi       | 85.      |
| 143      | Husam Al Rawahi         | DNF-3    |
| 144      | Mazen Al Riyami         | 87.      |
| 145      | Abdul Rahman Al Yacoubi | 83.      |
| 146      | Munther Al Hsani        | 82.      |
| 147      | Faisal Al Mammari       | 86.      |

| Team Novo Nordisk TNN | Team Novo Nordisk TNN | Team Novo Nordisk TNN |
| --------------------- | --------------------- | --------------------- |
| Nr                    | Kolarz                | Miejsce               |
| 151                   | Charles Planet (FRA)  | 33.                   |
| 152                   | Stephen Clancy (IRL)  | DNF-4                 |
| 153                   | Gerd de Keijzer (NED) | 81.                   |
| 154                   | Jan Dunnewind (NED)   | DNF-2                 |
| 155                   | Andrea Peron (ITA)    | DNS-5                 |
| 156                   | Umberto Poli (ITA)    | 75.                   |
| 157                   | Filippo Ridolfo (ITA) | 78.                   |

| Astana Qazaqstan Development Team AQD | Astana Qazaqstan Development Team AQD | Astana Qazaqstan Development Team AQD |
| ------------------------------------- | ------------------------------------- | ------------------------------------- |
| Nr                                    | Kolarz                                | Miejsce                               |
| 161                                   | Juan Carlos Lopez (COL)               | 37.                                   |
| 162                                   | Gianmarco Garofoli (ITA)              | 48.                                   |
| 163                                   | Harold Martín López (ECU)             | 37.                                   |
| 164                                   | Alexander Winokurow (KAZ)             | 74.                                   |
| 165                                   | Nicolas Winokurow (KAZ)               | 62.                                   |

| Quick-Step Alpha Vinyl QST | Quick-Step Alpha Vinyl QST | Quick-Step Alpha Vinyl QST |
| -------------------------- | -------------------------- | -------------------------- |
| Nr                         | Kolarz                     | Miejsce                    |
| 1                          | Mark Cavendish (GBR)       | 68.                        |
| 2                          | Iljo Keisse (BEL)          | 72.                        |
| 3                          | Fausto Masnada (ITA)       | 2.                         |
| 4                          | Mauro Schmid (SUI)         | 10.                        |
| 5                          | Stijn Steels (BEL)         | 59.                        |
| 6                          | Stan Van Tricht (BEL)      | 34.                        |

| Team DSM DSM | Team DSM DSM                  | Team DSM DSM |
| ------------ | ----------------------------- | ------------ |
| Nr           | Kolarz                        | Miejsce      |
| 11           | Søren Kragh Andersen (DEN)    | 39.          |
| 12           | Marco Brenner (GER)           | 24.          |
| 13           | Jonas Iversby Hvideberg (NOR) | 25.          |
| 14           | Henri Vandenabeele (BEL)      | 9.           |
| 15           | Kevin Vermaerke (USA)         | 11.          |

| UAE Team Emirates UAD | UAE Team Emirates UAD     | UAE Team Emirates UAD |
| --------------------- | ------------------------- | --------------------- |
| Nr                    | Kolarz                    | Miejsce               |
| 21                    | Rui Costa (POR)           | 3.                    |
| 22                    | Fernando Gaviria (COL)    | 49.                   |
| 23                    | Ryan Gibbons (RSA)        | 16.                   |
| 24                    | Felix Groß (GER)          | 53.                   |
| 25                    | Yousif Mirza (UAE)        | 42.                   |
| 26                    | Maximiliano Richeze (ARG) | 65.                   |
| 27                    | Oliviero Troia (ITA)      | DNS-6                 |

| Arkéa-Samsic ARK | Arkéa-Samsic ARK      | Arkéa-Samsic ARK |
| ---------------- | --------------------- | ---------------- |
| Nr               | Kolarz                | Miejsce          |
| 31               | Élie Gesbert (FRA)    | 4.               |
| 32               | Winner Anacona (COL)  | 19.              |
| 33               | Amaury Capiot (BEL)   | 47.              |
| 34               | Laurent Pichon (FRA)  | 32.              |
| 35               | Kévin Vauquelin (FRA) | 6.               |

| Intermarché-Wanty-Gobert Matériaux IWG | Intermarché-Wanty-Gobert Matériaux IWG | Intermarché-Wanty-Gobert Matériaux IWG |
| -------------------------------------- | -------------------------------------- | -------------------------------------- |
| Nr                                     | Kolarz                                 | Miejsce                                |
| 41                                     | Rein Taaramäe (EST)                    | 8.                                     |
| 42                                     | Tom Devriendt (BEL)                    | 63.                                    |
| 43                                     | Jan Hirt (CZE)                         | 1.                                     |
| 44                                     | Julius Johansen (DEN)                  | 79.                                    |
| 45                                     | Hugo Page (FRA)                        | 18.                                    |
| 46                                     | Kévin Van Melsen (BEL)                 | 80.                                    |

| Cofidis COF | Cofidis COF           | Cofidis COF |
| ----------- | --------------------- | ----------- |
| Nr          | Kolarz                | Miejsce     |
| 51          | Max Walscheid (GER)   | 60.         |
| 52          | Sander Armée (BEL)    | 12.         |
| 53          | Szymon Sajnok (POL)   | 55.         |
| 54          | Hugo Toumire (FRA)    | 17.         |
| 55          | Davide Villella (ITA) | 44.         |

| BikeExchange-Jayco BEX | BikeExchange-Jayco BEX   | BikeExchange-Jayco BEX |
| ---------------------- | ------------------------ | ---------------------- |
| Nr                     | Kolarz                   | Miejsce                |
| 61                     | Kaden Groves (AUS)       | 61.                    |
| 62                     | Kelland O’Brien (AUS)    | 51.                    |
| 63                     | Kevin Colleoni (ITA)     | 7.                     |
| 64                     | Alexander Konychev (ITA) | DNS-2                  |
| 65                     | Cameron Meyer (AUS)      | 31.                    |
| 66                     | Callum Scotson (AUS)     | 30.                    |
| 67                     | Campbell Stewart (NZL)   | 67.                    |

| Groupama-FDJ GFC | Groupama-FDJ GFC          | Groupama-FDJ GFC |
| ---------------- | ------------------------- | ---------------- |
| Nr               | Kolarz                    | Miejsce          |
| 71               | Paul Penhoët (FRA)        | 28.              |
| 72               | Clément Davy (FRA)        | 50.              |
| 73               | Antoine Duchesne (CAN)    | 23.              |
| 74               | Ignatas Konovalovas (LTU) | 66.              |
| 75               | Miles Scotson (AUS)       | 35.              |
| 76               | Ramon Sinkeldam (NED)     | 38.              |

| Uno-X Pro Cycling Team UXT | Uno-X Pro Cycling Team UXT | Uno-X Pro Cycling Team UXT |
| -------------------------- | -------------------------- | -------------------------- |
| Nr                         | Kolarz                     | Miejsce                    |
| 81                         | Anthon Charmig (DEN)       | 5.                         |
| 82                         | Niklas Eg (DEN)            | DNS-3                      |
| 83                         | Tord Gudmestad (NOR)       | 52.                        |
| 84                         | Marcus Sander Hansen (DEN) | DNF-6                      |
| 85                         | Martin Urianstad (NOR)     | DNS-1                      |

| Bardiani CSF Faizanè BCF | Bardiani CSF Faizanè BCF | Bardiani CSF Faizanè BCF |
| ------------------------ | ------------------------ | ------------------------ |
| Nr                       | Kolarz                   | Miejsce                  |
| 91                       | Filippo Zana (ITA)       | 13.                      |
| 92                       | Luca Colnaghi (ITA)      | 76.                      |
| 93                       | Luca Covili (ITA)        | 15.                      |
| 94                       | Luca Rastelli (ITA)      | 54.                      |
| 95                       | Samuele Zoccarato (ITA)  | 64.                      |
| 96                       | Jonathan Cañaveral (COL) | DNF-6                    |

| Bingoal Pauwels Sauces WB BWB | Bingoal Pauwels Sauces WB BWB | Bingoal Pauwels Sauces WB BWB |
| ----------------------------- | ----------------------------- | ----------------------------- |
| Nr                            | Kolarz                        | Miejsce                       |
| 101                           | Milan Menten (BEL)            | 27.                           |
| 102                           | Louis Blouwe (BEL)            | 40.                           |
| 103                           | Dorian de Maeght (BEL)        | DNF-4                         |
| 104                           | Johan Meens (BEL)             | 45.                           |
| 105                           | Mathijs Paasschens (NED)      | DNS-1                         |
| 106                           | Laurenz Rex (BEL)             | 57.                           |
| 107                           | Nathan Vandepitte (FRA)       | 70.                           |

| Euskaltel-Euskadi EUS | Euskaltel-Euskadi EUS | Euskaltel-Euskadi EUS |
| --------------------- | --------------------- | --------------------- |
| Nr                    | Kolarz                | Miejsce               |
| 111                   | Joan Bou (ESP)        | 46.                   |
| 112                   | Antonio Angulo (ESP)  | 56.                   |
| 113                   | Carlos Canal (ESP)    | 21.                   |
| 114                   | Peio Goikoetxea (ESP) | 69.                   |
| 115                   | Julen Irizar (ESP)    | DNF-5                 |

| Gazprom-RusVelo GAZ | Gazprom-RusVelo GAZ    | Gazprom-RusVelo GAZ |
| ------------------- | ---------------------- | ------------------- |
| Nr                  | Kolarz                 | Miejsce             |
| 121                 | Marco Canola (ITA)     | DNS-5               |
| 122                 | Pawieł Koczetkow (RUS) | 41.                 |
| 123                 | Michael Kukrle (CZE)   | 26.                 |
| 124                 | Dienis Niekrasow (RUS) | 14.                 |
| 125                 | Iwan Rowny (RUS)       | 43.                 |
| 126                 | Dmitrij Strachow (RUS) | 22.                 |

| Burgos-BH BBH | Burgos-BH BBH                 | Burgos-BH BBH |
| ------------- | ----------------------------- | ------------- |
| Nr            | Kolarz                        | Miejsce       |
| 131           | Mihkel Räim (EST) (szosa)     | 77.           |
| 132           | Mario Aparicio (ESP)          | 20.           |
| 133           | Jetse Bol (NED)               | 29.           |
| 134           | Ángel Fuentes (ESP)           | 58.           |
| 135           | Victor Langellotti (MON)      | 73.           |
| 136           | Alex Molenaar (NED)           | 71.           |
| 137           | Mehmet Şampiyonbisiklet (FRA) | DNF-4         |

| Oman OMA | Oman OMA                | Oman OMA |
| -------- | ----------------------- | -------- |
| Nr       | Kolarz                  | Miejsce  |
| 141      | Said Al Rahbi           | 84.      |
| 142      | Mohamed Al Wahibi       | 85.      |
| 143      | Husam Al Rawahi         | DNF-3    |
| 144      | Mazen Al Riyami         | 87.      |
| 145      | Abdul Rahman Al Yacoubi | 83.      |
| 146      | Munther Al Hsani        | 82.      |
| 147      | Faisal Al Mammari       | 86.      |

| Team Novo Nordisk TNN | Team Novo Nordisk TNN | Team Novo Nordisk TNN |
| --------------------- | --------------------- | --------------------- |
| Nr                    | Kolarz                | Miejsce               |
| 151                   | Charles Planet (FRA)  | 33.                   |
| 152                   | Stephen Clancy (IRL)  | DNF-4                 |
| 153                   | Gerd de Keijzer (NED) | 81.                   |
| 154                   | Jan Dunnewind (NED)   | DNF-2                 |
| 155                   | Andrea Peron (ITA)    | DNS-5                 |
| 156                   | Umberto Poli (ITA)    | 75.                   |
| 157                   | Filippo Ridolfo (ITA) | 78.                   |

| Astana Qazaqstan Development Team AQD | Astana Qazaqstan Development Team AQD | Astana Qazaqstan Development Team AQD |
| ------------------------------------- | ------------------------------------- | ------------------------------------- |
| Nr                                    | Kolarz                                | Miejsce                               |
| 161                                   | Juan Carlos Lopez (COL)               | 37.                                   |
| 162                                   | Gianmarco Garofoli (ITA)              | 48.                                   |
| 163                                   | Harold Martín López (ECU)             | 37.                                   |
| 164                                   | Alexander Winokurow (KAZ)             | 74.                                   |
| 165                                   | Nicolas Winokurow (KAZ)               | 62.                                   |

Legenda: DNF – nie ukończył etapu, OTL – przekroczył limit czasu, DNS – nie wystartował do etapu, DSQ – zdyskwalifikowany. Numer przy skrócie oznacza etap, na którym kolarz opuścił wyścig.

## Wyniki etapów

### Etap 1
| Rustaq Fort - Oman Convention and Exhibition Centre | płaski | (138 km) |

| \| Klasyfikacja etapu \| Klasyfikacja etapu \| Klasyfikacja etapu \| Klasyfikacja etapu \| Klasyfikacja etapu \| \| Kolarz \| Kolarz \| Państwo \| Drużyna \| Czas \| \| ------------------ \| ------------------- \| ------------------ \| ---------------------------------- \| ------------------ \| \| 1. \| Fernando Gaviria \| Kolumbia \| UAE Team Emirates \| 3h 17' 04" \| \| 2. \| Mark Cavendish \| Wielka Brytania \| Quick-Step Alpha Vinyl \| + 0" \| \| 3. \| Kaden Groves \| Australia \| BikeExchange-Jayco \| + 0" \| \| 4. \| Amaury Capiot \| Belgia \| Arkéa-Samsic \| + 0" \| \| 5. \| Paul Penhoët \| Francja \| Groupama-FDJ \| + 0" \| \| 6. \| Maximiliano Richeze \| Argentyna \| UAE Team Emirates \| + 0" \| \| 7. \| Max Walscheid \| Niemcy \| Cofidis \| + 0" \| \| 8. \| Hugo Page \| Francja \| Intermarché-Wanty-Gobert Matériaux \| + 0" \| \| 9. \| Andrea Peron \| Włochy \| Team Novo Nordisk \| + 0" \| \| 10. \| Mihkel Räim \| Estonia \| Burgos-BH \| + 0" \| |                     |                 |                                    |            |
| |                     |                 |                                    |            |
| Źródło: ProCyclingStats |                     |                 |                                    |            |
| Klasyfikacja etapu |                     |                 |                                    |            |
| Kolarz | Kolarz              | Państwo         | Drużyna                            | Czas       |
| 1. | Fernando Gaviria    | Kolumbia        | UAE Team Emirates                  | 3h 17' 04" |
| 2. | Mark Cavendish      | Wielka Brytania | Quick-Step Alpha Vinyl             | + 0"       |
| 3. | Kaden Groves        | Australia       | BikeExchange-Jayco                 | + 0"       |
| 4. | Amaury Capiot       | Belgia          | Arkéa-Samsic                       | + 0"       |
| 5. | Paul Penhoët        | Francja         | Groupama-FDJ                       | + 0"       |
| 6. | Maximiliano Richeze | Argentyna       | UAE Team Emirates                  | + 0"       |
| 7. | Max Walscheid       | Niemcy          | Cofidis                            | + 0"       |
| 8. | Hugo Page           | Francja         | Intermarché-Wanty-Gobert Matériaux | + 0"       |
| 9. | Andrea Peron        | Włochy          | Team Novo Nordisk                  | + 0"       |
| 10. | Mihkel Räim         | Estonia         | Burgos-BH                          | + 0"       |

| \| Klasyfikacja generalna \| Klasyfikacja generalna \| Klasyfikacja generalna \| Klasyfikacja generalna \| Klasyfikacja generalna \| \| Kolarz \| Kolarz \| Państwo \| Drużyna \| Czas \| \| ---------------------- \| ---------------------- \| ---------------------- \| ---------------------- \| ---------------------- \| \| 1. \| Fernando Gaviria \| Kolumbia \| UAE Team Emirates \| 3h 16' 54" \| \| 2. \| Mark Cavendish \| Wielka Brytania \| Quick-Step Alpha Vinyl \| + 2" \| \| 3. \| Peio Goikoetxea \| Hiszpania \| Euskaltel-Euskadi \| + 4" \| \| 4. \| Kaden Groves \| Australia \| BikeExchange-Jayco \| + 6" \| \| 5. \| Rui Costa \| Portugalia \| UAE Team Emirates \| + 9" \| \| 6. \| Jan Dunnewind \| Holandia \| Team Novo Nordisk \| + 9" \| \| 7. \| Amaury Capiot \| Belgia \| Arkéa-Samsic \| + 10" \| \| 8. \| Paul Penhoët \| Francja \| Groupama-FDJ \| + 10" \| \| 9. \| Maximiliano Richeze \| Argentyna \| UAE Team Emirates \| + 10" \| \| 10. \| Max Walscheid \| Niemcy \| Cofidis \| + 10" \| |                     |                 |                        |            |
| |                     |                 |                        |            |
| Źródło: ProCyclingStats |                     |                 |                        |            |
| Klasyfikacja generalna |                     |                 |                        |            |
| Kolarz | Kolarz              | Państwo         | Drużyna                | Czas       |
| 1. | Fernando Gaviria    | Kolumbia        | UAE Team Emirates      | 3h 16' 54" |
| 2. | Mark Cavendish      | Wielka Brytania | Quick-Step Alpha Vinyl | + 2"       |
| 3. | Peio Goikoetxea     | Hiszpania       | Euskaltel-Euskadi      | + 4"       |
| 4. | Kaden Groves        | Australia       | BikeExchange-Jayco     | + 6"       |
| 5. | Rui Costa           | Portugalia      | UAE Team Emirates      | + 9"       |
| 6. | Jan Dunnewind       | Holandia        | Team Novo Nordisk      | + 9"       |
| 7. | Amaury Capiot       | Belgia          | Arkéa-Samsic           | + 10"      |
| 8. | Paul Penhoët        | Francja         | Groupama-FDJ           | + 10"      |
| 9. | Maximiliano Richeze | Argentyna       | UAE Team Emirates      | + 10"      |
| 10. | Max Walscheid       | Niemcy          | Cofidis                | + 10"      |

### Etap 2
| Naseem Garden - Suhar | płaski | (167,5 km) |

| \| Klasyfikacja etapu \| Klasyfikacja etapu \| Klasyfikacja etapu \| Klasyfikacja etapu \| Klasyfikacja etapu \| \| Kolarz \| Kolarz \| Państwo \| Drużyna \| Czas \| \| ------------------ \| ------------------ \| ------------------ \| ---------------------------------- \| ------------------ \| \| 1. \| Mark Cavendish \| Wielka Brytania \| Quick-Step Alpha Vinyl \| 4h 10' 31" \| \| 2. \| Kaden Groves \| Australia \| BikeExchange-Jayco \| + 0" \| \| 3. \| Amaury Capiot \| Belgia \| Arkéa-Samsic \| + 0" \| \| 4. \| Fernando Gaviria \| Kolumbia \| UAE Team Emirates \| + 0" \| \| 5. \| Tom Devriendt \| Belgia \| Intermarché-Wanty-Gobert Matériaux \| + 0" \| \| 6. \| Mihkel Räim \| Estonia \| Burgos-BH \| + 0" \| \| 7. \| Campbell Stewart \| Nowa Zelandia \| BikeExchange-Jayco \| + 0" \| \| 8. \| Paul Penhoët \| Francja \| Groupama-FDJ \| + 0" \| \| 9. \| Milan Menten \| Belgia \| Bingoal Pauwels Sauces WB \| + 0" \| \| 10. \| Carlos Canal \| Hiszpania \| Euskaltel-Euskadi \| + 0" \| |                  |                 |                                    |            |
| |                  |                 |                                    |            |
| Źródło: ProCyclingStats |                  |                 |                                    |            |
| Klasyfikacja etapu |                  |                 |                                    |            |
| Kolarz | Kolarz           | Państwo         | Drużyna                            | Czas       |
| 1. | Mark Cavendish   | Wielka Brytania | Quick-Step Alpha Vinyl             | 4h 10' 31" |
| 2. | Kaden Groves     | Australia       | BikeExchange-Jayco                 | + 0"       |
| 3. | Amaury Capiot    | Belgia          | Arkéa-Samsic                       | + 0"       |
| 4. | Fernando Gaviria | Kolumbia        | UAE Team Emirates                  | + 0"       |
| 5. | Tom Devriendt    | Belgia          | Intermarché-Wanty-Gobert Matériaux | + 0"       |
| 6. | Mihkel Räim      | Estonia         | Burgos-BH                          | + 0"       |
| 7. | Campbell Stewart | Nowa Zelandia   | BikeExchange-Jayco                 | + 0"       |
| 8. | Paul Penhoët     | Francja         | Groupama-FDJ                       | + 0"       |
| 9. | Milan Menten     | Belgia          | Bingoal Pauwels Sauces WB          | + 0"       |
| 10. | Carlos Canal     | Hiszpania       | Euskaltel-Euskadi                  | + 0"       |

| \| Klasyfikacja generalna \| Klasyfikacja generalna \| Klasyfikacja generalna \| Klasyfikacja generalna \| Klasyfikacja generalna \| \| Kolarz \| Kolarz \| Państwo \| Drużyna \| Czas \| \| ---------------------- \| ---------------------- \| ---------------------- \| ------------------------- \| ---------------------- \| \| 1. \| Mark Cavendish \| Wielka Brytania \| Quick-Step Alpha Vinyl \| 7h 27' 16" \| \| 2. \| Kaden Groves \| Australia \| BikeExchange-Jayco \| + 9" \| \| 3. \| Fernando Gaviria \| Kolumbia \| UAE Team Emirates \| + 9" \| \| 4. \| Antonio Angulo \| Hiszpania \| Euskaltel-Euskadi \| + 13" \| \| 5. \| Peio Goikoetxea \| Hiszpania \| Euskaltel-Euskadi \| + 13" \| \| 6. \| Amaury Capiot \| Belgia \| Arkéa-Samsic \| + 15" \| \| 7. \| Rui Costa \| Portugalia \| UAE Team Emirates \| + 17" \| \| 8. \| Paul Penhoët \| Francja \| Groupama-FDJ \| + 19" \| \| 9. \| Mihkel Räim \| Estonia \| Burgos-BH \| + 19" \| \| 10. \| Milan Menten \| Belgia \| Bingoal Pauwels Sauces WB \| + 19" \| |                  |                 |                           |            |
| |                  |                 |                           |            |
| Źródło: ProCyclingStats |                  |                 |                           |            |
| Klasyfikacja generalna |                  |                 |                           |            |
| Kolarz | Kolarz           | Państwo         | Drużyna                   | Czas       |
| 1. | Mark Cavendish   | Wielka Brytania | Quick-Step Alpha Vinyl    | 7h 27' 16" |
| 2. | Kaden Groves     | Australia       | BikeExchange-Jayco        | + 9"       |
| 3. | Fernando Gaviria | Kolumbia        | UAE Team Emirates         | + 9"       |
| 4. | Antonio Angulo   | Hiszpania       | Euskaltel-Euskadi         | + 13"      |
| 5. | Peio Goikoetxea  | Hiszpania       | Euskaltel-Euskadi         | + 13"      |
| 6. | Amaury Capiot    | Belgia          | Arkéa-Samsic              | + 15"      |
| 7. | Rui Costa        | Portugalia      | UAE Team Emirates         | + 17"      |
| 8. | Paul Penhoët     | Francja         | Groupama-FDJ              | + 19"      |
| 9. | Mihkel Räim      | Estonia         | Burgos-BH                 | + 19"      |
| 10. | Milan Menten     | Belgia          | Bingoal Pauwels Sauces WB | + 19"      |

### Etap 3
| Uniwersytet Sułtana Kabusa - Qurayyat | pagórkowaty | (180 km) |

| \| Klasyfikacja etapu \| Klasyfikacja etapu \| Klasyfikacja etapu \| Klasyfikacja etapu \| Klasyfikacja etapu \| \| Kolarz \| Kolarz \| Państwo \| Drużyna \| Czas \| \| ------------------ \| ------------------- \| ------------------ \| ---------------------------------- \| ------------------ \| \| 1. \| Anthon Charmig \| Dania \| Uno-X Pro Cycling Team \| 4h 19' 30" \| \| 2. \| Jan Hirt \| Czechy \| Intermarché-Wanty-Gobert Matériaux \| + 0" \| \| 3. \| Élie Gesbert \| Francja \| Arkéa-Samsic \| + 2" \| \| 4. \| Fausto Masnada \| Włochy \| Quick-Step Alpha Vinyl \| + 4" \| \| 5. \| Rui Costa \| Portugalia \| UAE Team Emirates \| + 4" \| \| 6. \| Rein Taaramäe \| Estonia \| Intermarché-Wanty-Gobert Matériaux \| + 4" \| \| 7. \| Henri Vandenabeele \| Belgia \| Team DSM \| + 4" \| \| 8. \| Harold Martín López \| Ekwador \| Astana Qazaqstan Development Team \| + 7" \| \| 9. \| Dienis Niekrasow \| Rosja \| Gazprom-RusVelo \| + 7" \| \| 10. \| Mauro Schmid \| Szwajcaria \| Quick-Step Alpha Vinyl \| + 7" \| |                     |            |                                    |            |
| |                     |            |                                    |            |
| Źródło: ProCyclingStats |                     |            |                                    |            |
| Klasyfikacja etapu |                     |            |                                    |            |
| Kolarz | Kolarz              | Państwo    | Drużyna                            | Czas       |
| 1. | Anthon Charmig      | Dania      | Uno-X Pro Cycling Team             | 4h 19' 30" |
| 2. | Jan Hirt            | Czechy     | Intermarché-Wanty-Gobert Matériaux | + 0"       |
| 3. | Élie Gesbert        | Francja    | Arkéa-Samsic                       | + 2"       |
| 4. | Fausto Masnada      | Włochy     | Quick-Step Alpha Vinyl             | + 4"       |
| 5. | Rui Costa           | Portugalia | UAE Team Emirates                  | + 4"       |
| 6. | Rein Taaramäe       | Estonia    | Intermarché-Wanty-Gobert Matériaux | + 4"       |
| 7. | Henri Vandenabeele  | Belgia     | Team DSM                           | + 4"       |
| 8. | Harold Martín López | Ekwador    | Astana Qazaqstan Development Team  | + 7"       |
| 9. | Dienis Niekrasow    | Rosja      | Gazprom-RusVelo                    | + 7"       |
| 10. | Mauro Schmid        | Szwajcaria | Quick-Step Alpha Vinyl             | + 7"       |

| \| Klasyfikacja generalna \| Klasyfikacja generalna \| Klasyfikacja generalna \| Klasyfikacja generalna \| Klasyfikacja generalna \| \| Kolarz \| Kolarz \| Państwo \| Drużyna \| Czas \| \| ---------------------- \| ---------------------- \| ---------------------- \| ---------------------------------- \| ---------------------- \| \| 1. \| Anthon Charmig \| Dania \| Uno-X Pro Cycling Team \| 11h 46' 55" \| \| 2. \| Jan Hirt \| Czechy \| Intermarché-Wanty-Gobert Matériaux \| + 4" \| \| 3. \| Élie Gesbert \| Francja \| Arkéa-Samsic \| + 8" \| \| 4. \| Rui Costa \| Portugalia \| UAE Team Emirates \| + 12" \| \| 5. \| Rein Taaramäe \| Estonia \| Intermarché-Wanty-Gobert Matériaux \| + 14" \| \| 6. \| Dienis Niekrasow \| Rosja \| Gazprom-RusVelo \| + 17" \| \| 7. \| Harold Martín López \| Ekwador \| Astana Qazaqstan Development Team \| + 17" \| \| 8. \| Hugo Page \| Francja \| Intermarché-Wanty-Gobert Matériaux \| + 17" \| \| 9. \| Ryan Gibbons \| Południowa Afryka \| UAE Team Emirates \| + 17" \| \| 10. \| Filippo Zana \| Włochy \| Bardiani CSF Faizanè \| + 17" \| |                     |                   |                                    |             |
| |                     |                   |                                    |             |
| Źródło: ProCyclingStats |                     |                   |                                    |             |
| Klasyfikacja generalna |                     |                   |                                    |             |
| Kolarz | Kolarz              | Państwo           | Drużyna                            | Czas        |
| 1. | Anthon Charmig      | Dania             | Uno-X Pro Cycling Team             | 11h 46' 55" |
| 2. | Jan Hirt            | Czechy            | Intermarché-Wanty-Gobert Matériaux | + 4"        |
| 3. | Élie Gesbert        | Francja           | Arkéa-Samsic                       | + 8"        |
| 4. | Rui Costa           | Portugalia        | UAE Team Emirates                  | + 12"       |
| 5. | Rein Taaramäe       | Estonia           | Intermarché-Wanty-Gobert Matériaux | + 14"       |
| 6. | Dienis Niekrasow    | Rosja             | Gazprom-RusVelo                    | + 17"       |
| 7. | Harold Martín López | Ekwador           | Astana Qazaqstan Development Team  | + 17"       |
| 8. | Hugo Page           | Francja           | Intermarché-Wanty-Gobert Matériaux | + 17"       |
| 9. | Ryan Gibbons        | Południowa Afryka | UAE Team Emirates                  | + 17"       |
| 10. | Filippo Zana        | Włochy            | Bardiani CSF Faizanè               | + 17"       |

### Etap 4
| As-Sifah - Maskat | pagórkowaty | (119,5 km) |

| \| Klasyfikacja etapu \| Klasyfikacja etapu \| Klasyfikacja etapu \| Klasyfikacja etapu \| Klasyfikacja etapu \| \| Kolarz \| Kolarz \| Państwo \| Drużyna \| Czas \| \| ------------------ \| ----------------------- \| ------------------ \| ---------------------------------- \| ------------------ \| \| 1. \| Fausto Masnada \| Włochy \| Quick-Step Alpha Vinyl \| 3h 01' 53" \| \| 2. \| Mauro Schmid \| Szwajcaria \| Quick-Step Alpha Vinyl \| + 1' 07" \| \| 3. \| Kévin Vauquelin \| Francja \| Arkéa-Samsic \| + 1' 07" \| \| 4. \| Rui Costa \| Portugalia \| UAE Team Emirates \| + 1' 07" \| \| 5. \| Kevin Vermaerke \| Stany Zjednoczone \| Team DSM \| + 1' 07" \| \| 6. \| Anthon Charmig \| Dania \| Uno-X Pro Cycling Team \| + 1' 07" \| \| 7. \| Jan Hirt \| Czechy \| Intermarché-Wanty-Gobert Matériaux \| + 1' 07" \| \| 8. \| Henri Vandenabeele \| Belgia \| Team DSM \| + 1' 07" \| \| 9. \| Sander Armée \| Belgia \| Cofidis \| + 1' 18" \| \| 10. \| Jonas Iversby Hvideberg \| Norwegia \| Team DSM \| + 1' 23" \| |                         |                   |                                    |            |
| |                         |                   |                                    |            |
| Źródło: ProCyclingStats |                         |                   |                                    |            |
| Klasyfikacja etapu |                         |                   |                                    |            |
| Kolarz | Kolarz                  | Państwo           | Drużyna                            | Czas       |
| 1. | Fausto Masnada          | Włochy            | Quick-Step Alpha Vinyl             | 3h 01' 53" |
| 2. | Mauro Schmid            | Szwajcaria        | Quick-Step Alpha Vinyl             | + 1' 07"   |
| 3. | Kévin Vauquelin         | Francja           | Arkéa-Samsic                       | + 1' 07"   |
| 4. | Rui Costa               | Portugalia        | UAE Team Emirates                  | + 1' 07"   |
| 5. | Kevin Vermaerke         | Stany Zjednoczone | Team DSM                           | + 1' 07"   |
| 6. | Anthon Charmig          | Dania             | Uno-X Pro Cycling Team             | + 1' 07"   |
| 7. | Jan Hirt                | Czechy            | Intermarché-Wanty-Gobert Matériaux | + 1' 07"   |
| 8. | Henri Vandenabeele      | Belgia            | Team DSM                           | + 1' 07"   |
| 9. | Sander Armée            | Belgia            | Cofidis                            | + 1' 18"   |
| 10. | Jonas Iversby Hvideberg | Norwegia          | Team DSM                           | + 1' 23"   |

| \| Klasyfikacja generalna \| Klasyfikacja generalna \| Klasyfikacja generalna \| Klasyfikacja generalna \| Klasyfikacja generalna \| \| Kolarz \| Kolarz \| Państwo \| Drużyna \| Czas \| \| ---------------------- \| ---------------------- \| ---------------------- \| ---------------------------------- \| ---------------------- \| \| 1. \| Fausto Masnada \| Włochy \| Quick-Step Alpha Vinyl \| 14h 49' 00" \| \| 2. \| Anthon Charmig \| Dania \| Uno-X Pro Cycling Team \| + 55" \| \| 3. \| Jan Hirt \| Czechy \| Intermarché-Wanty-Gobert Matériaux \| + 58" \| \| 4. \| Mauro Schmid \| Szwajcaria \| Quick-Step Alpha Vinyl \| + 1' 06" \| \| 5. \| Rui Costa \| Portugalia \| UAE Team Emirates \| + 1' 07" \| \| 6. \| Élie Gesbert \| Francja \| Arkéa-Samsic \| + 1' 22" \| \| 7. \| Kevin Vermaerke \| Stany Zjednoczone \| Team DSM \| + 1' 22" \| \| 8. \| Henri Vandenabeele \| Belgia \| Team DSM \| + 1' 23" \| \| 9. \| Rein Taaramäe \| Estonia \| Intermarché-Wanty-Gobert Matériaux \| + 1' 28" \| \| 10. \| Dienis Niekrasow \| Rosja \| Gazprom-RusVelo \| + 1' 31" \| |                    |                   |                                    |             |
| |                    |                   |                                    |             |
| Źródło: ProCyclingStats |                    |                   |                                    |             |
| Klasyfikacja generalna |                    |                   |                                    |             |
| Kolarz | Kolarz             | Państwo           | Drużyna                            | Czas        |
| 1. | Fausto Masnada     | Włochy            | Quick-Step Alpha Vinyl             | 14h 49' 00" |
| 2. | Anthon Charmig     | Dania             | Uno-X Pro Cycling Team             | + 55"       |
| 3. | Jan Hirt           | Czechy            | Intermarché-Wanty-Gobert Matériaux | + 58"       |
| 4. | Mauro Schmid       | Szwajcaria        | Quick-Step Alpha Vinyl             | + 1' 06"    |
| 5. | Rui Costa          | Portugalia        | UAE Team Emirates                  | + 1' 07"    |
| 6. | Élie Gesbert       | Francja           | Arkéa-Samsic                       | + 1' 22"    |
| 7. | Kevin Vermaerke    | Stany Zjednoczone | Team DSM                           | + 1' 22"    |
| 8. | Henri Vandenabeele | Belgia            | Team DSM                           | + 1' 23"    |
| 9. | Rein Taaramäe      | Estonia           | Intermarché-Wanty-Gobert Matériaux | + 1' 28"    |
| 10. | Dienis Niekrasow   | Rosja             | Gazprom-RusVelo                    | + 1' 31"    |

### Etap 5
| Samail - Al Akhdar Mountains | górski | (150,5 km) |

| \| Klasyfikacja etapu \| Klasyfikacja etapu \| Klasyfikacja etapu \| Klasyfikacja etapu \| Klasyfikacja etapu \| \| Kolarz \| Kolarz \| Państwo \| Drużyna \| Czas \| \| ------------------ \| ------------------ \| ------------------ \| ---------------------------------- \| ------------------ \| \| 1. \| Jan Hirt \| Czechy \| Intermarché-Wanty-Gobert Matériaux \| 3h 35' 39" \| \| 2. \| Kévin Vauquelin \| Francja \| Arkéa-Samsic \| + 39" \| \| 3. \| Élie Gesbert \| Francja \| Arkéa-Samsic \| + 48" \| \| 4. \| Kevin Colleoni \| Włochy \| BikeExchange-Jayco \| + 57" \| \| 5. \| Rui Costa \| Portugalia \| UAE Team Emirates \| + 57" \| \| 6. \| Rein Taaramäe \| Estonia \| Intermarché-Wanty-Gobert Matériaux \| + 1' 11" \| \| 7. \| Anthon Charmig \| Dania \| Uno-X Pro Cycling Team \| + 1' 11" \| \| 8. \| Henri Vandenabeele \| Belgia \| Team DSM \| + 1' 19" \| \| 9. \| Kevin Vermaerke \| Stany Zjednoczone \| Team DSM \| + 1' 43" \| \| 10. \| Mauro Schmid \| Szwajcaria \| Quick-Step Alpha Vinyl \| + 1' 43" \| |                    |                   |                                    |            |
| |                    |                   |                                    |            |
| Źródło: ProCyclingStats |                    |                   |                                    |            |
| Klasyfikacja etapu |                    |                   |                                    |            |
| Kolarz | Kolarz             | Państwo           | Drużyna                            | Czas       |
| 1. | Jan Hirt           | Czechy            | Intermarché-Wanty-Gobert Matériaux | 3h 35' 39" |
| 2. | Kévin Vauquelin    | Francja           | Arkéa-Samsic                       | + 39"      |
| 3. | Élie Gesbert       | Francja           | Arkéa-Samsic                       | + 48"      |
| 4. | Kevin Colleoni     | Włochy            | BikeExchange-Jayco                 | + 57"      |
| 5. | Rui Costa          | Portugalia        | UAE Team Emirates                  | + 57"      |
| 6. | Rein Taaramäe      | Estonia           | Intermarché-Wanty-Gobert Matériaux | + 1' 11"   |
| 7. | Anthon Charmig     | Dania             | Uno-X Pro Cycling Team             | + 1' 11"   |
| 8. | Henri Vandenabeele | Belgia            | Team DSM                           | + 1' 19"   |
| 9. | Kevin Vermaerke    | Stany Zjednoczone | Team DSM                           | + 1' 43"   |
| 10. | Mauro Schmid       | Szwajcaria        | Quick-Step Alpha Vinyl             | + 1' 43"   |

| \| Klasyfikacja generalna \| Klasyfikacja generalna \| Klasyfikacja generalna \| Klasyfikacja generalna \| Klasyfikacja generalna \| \| Kolarz \| Kolarz \| Państwo \| Drużyna \| Czas \| \| ---------------------- \| ---------------------- \| ---------------------- \| ---------------------------------- \| ---------------------- \| \| 1. \| Jan Hirt \| Czechy \| Intermarché-Wanty-Gobert Matériaux \| 18h 25' 27" \| \| 2. \| Fausto Masnada \| Włochy \| Quick-Step Alpha Vinyl \| + 1' 00" \| \| 3. \| Rui Costa \| Portugalia \| UAE Team Emirates \| + 1' 16" \| \| 4. \| Élie Gesbert \| Francja \| Arkéa-Samsic \| + 1' 18" \| \| 5. \| Anthon Charmig \| Dania \| Uno-X Pro Cycling Team \| + 1' 18" \| \| 6. \| Kévin Vauquelin \| Francja \| Arkéa-Samsic \| + 1' 38" \| \| 7. \| Kevin Colleoni \| Włochy \| BikeExchange-Jayco \| + 1' 50" \| \| 8. \| Rein Taaramäe \| Estonia \| Intermarché-Wanty-Gobert Matériaux \| + 1' 51" \| \| 9. \| Henri Vandenabeele \| Belgia \| Team DSM \| + 1' 54" \| \| 10. \| Mauro Schmid \| Szwajcaria \| Quick-Step Alpha Vinyl \| + 2' 01" \| |                    |            |                                    |             |
| |                    |            |                                    |             |
| Źródło: ProCyclingStats |                    |            |                                    |             |
| Klasyfikacja generalna |                    |            |                                    |             |
| Kolarz | Kolarz             | Państwo    | Drużyna                            | Czas        |
| 1. | Jan Hirt           | Czechy     | Intermarché-Wanty-Gobert Matériaux | 18h 25' 27" |
| 2. | Fausto Masnada     | Włochy     | Quick-Step Alpha Vinyl             | + 1' 00"    |
| 3. | Rui Costa          | Portugalia | UAE Team Emirates                  | + 1' 16"    |
| 4. | Élie Gesbert       | Francja    | Arkéa-Samsic                       | + 1' 18"    |
| 5. | Anthon Charmig     | Dania      | Uno-X Pro Cycling Team             | + 1' 18"    |
| 6. | Kévin Vauquelin    | Francja    | Arkéa-Samsic                       | + 1' 38"    |
| 7. | Kevin Colleoni     | Włochy     | BikeExchange-Jayco                 | + 1' 50"    |
| 8. | Rein Taaramäe      | Estonia    | Intermarché-Wanty-Gobert Matériaux | + 1' 51"    |
| 9. | Henri Vandenabeele | Belgia     | Team DSM                           | + 1' 54"    |
| 10. | Mauro Schmid       | Szwajcaria | Quick-Step Alpha Vinyl             | + 2' 01"    |

### Etap 6
| Maskat - Matrah Corniche | płaski | (135,5 km) |

| \| Klasyfikacja etapu \| Klasyfikacja etapu \| Klasyfikacja etapu \| Klasyfikacja etapu \| Klasyfikacja etapu \| \| Kolarz \| Kolarz \| Państwo \| Drużyna \| Czas \| \| ------------------ \| ------------------ \| ------------------ \| ---------------------------------- \| ------------------ \| \| 1. \| Fernando Gaviria \| Kolumbia \| UAE Team Emirates \| 4h 10' 16" \| \| 2. \| Kaden Groves \| Australia \| BikeExchange-Jayco \| + 0" \| \| 3. \| Amaury Capiot \| Belgia \| Arkéa-Samsic \| + 0" \| \| 4. \| Paul Penhoët \| Francja \| Groupama-FDJ \| + 0" \| \| 5. \| Hugo Page \| Francja \| Intermarché-Wanty-Gobert Matériaux \| + 0" \| \| 6. \| Mark Cavendish \| Wielka Brytania \| Quick-Step Alpha Vinyl \| + 0" \| \| 7. \| Felix Groß \| Niemcy \| UAE Team Emirates \| + 0" \| \| 8. \| Laurenz Rex \| Belgia \| Bingoal Pauwels Sauces WB \| + 0" \| \| 9. \| Szymon Sajnok \| Polska \| Cofidis \| + 0" \| \| 10. \| Kévin Vauquelin \| Francja \| Arkéa-Samsic \| + 0" \| |                  |                 |                                    |            |
| |                  |                 |                                    |            |
| Źródło: ProCyclingStats |                  |                 |                                    |            |
| Klasyfikacja etapu |                  |                 |                                    |            |
| Kolarz | Kolarz           | Państwo         | Drużyna                            | Czas       |
| 1. | Fernando Gaviria | Kolumbia        | UAE Team Emirates                  | 4h 10' 16" |
| 2. | Kaden Groves     | Australia       | BikeExchange-Jayco                 | + 0"       |
| 3. | Amaury Capiot    | Belgia          | Arkéa-Samsic                       | + 0"       |
| 4. | Paul Penhoët     | Francja         | Groupama-FDJ                       | + 0"       |
| 5. | Hugo Page        | Francja         | Intermarché-Wanty-Gobert Matériaux | + 0"       |
| 6. | Mark Cavendish   | Wielka Brytania | Quick-Step Alpha Vinyl             | + 0"       |
| 7. | Felix Groß       | Niemcy          | UAE Team Emirates                  | + 0"       |
| 8. | Laurenz Rex      | Belgia          | Bingoal Pauwels Sauces WB          | + 0"       |
| 9. | Szymon Sajnok    | Polska          | Cofidis                            | + 0"       |
| 10. | Kévin Vauquelin  | Francja         | Arkéa-Samsic                       | + 0"       |

## Klasyfikacje

### Klasyfikacja generalna
| \| Klasyfikacja generalna \| Klasyfikacja generalna \| Klasyfikacja generalna \| Klasyfikacja generalna \| Klasyfikacja generalna \| \| Kolarz \| Kolarz \| Państwo \| Drużyna \| Czas \| \| ---------------------- \| ---------------------- \| ---------------------- \| ---------------------------------- \| ---------------------- \| \| 1. \| Jan Hirt \| Czechy \| Intermarché-Wanty-Gobert Matériaux \| 22h 35' 43" \| \| 2. \| Fausto Masnada \| Włochy \| Quick-Step Alpha Vinyl \| + 1' 00" \| \| 3. \| Rui Costa \| Portugalia \| UAE Team Emirates \| + 1' 16" \| \| 4. \| Élie Gesbert \| Francja \| Arkéa-Samsic \| + 1' 18" \| \| 5. \| Anthon Charmig \| Dania \| Uno-X Pro Cycling Team \| + 1' 18" \| \| 6. \| Kévin Vauquelin \| Francja \| Arkéa-Samsic \| + 1' 38" \| \| 7. \| Kevin Colleoni \| Włochy \| BikeExchange-Jayco \| + 1' 50" \| \| 8. \| Rein Taaramäe \| Estonia \| Intermarché-Wanty-Gobert Matériaux \| + 1' 51" \| \| 9. \| Henri Vandenabeele \| Belgia \| Team DSM \| + 1' 54" \| \| 10. \| Mauro Schmid \| Szwajcaria \| Quick-Step Alpha Vinyl \| + 2' 01" \| |                    |            |                                    |             |
| |                    |            |                                    |             |
| Źródło: ProCyclingStats |                    |            |                                    |             |
| Klasyfikacja generalna |                    |            |                                    |             |
| Kolarz | Kolarz             | Państwo    | Drużyna                            | Czas        |
| 1. | Jan Hirt           | Czechy     | Intermarché-Wanty-Gobert Matériaux | 22h 35' 43" |
| 2. | Fausto Masnada     | Włochy     | Quick-Step Alpha Vinyl             | + 1' 00"    |
| 3. | Rui Costa          | Portugalia | UAE Team Emirates                  | + 1' 16"    |
| 4. | Élie Gesbert       | Francja    | Arkéa-Samsic                       | + 1' 18"    |
| 5. | Anthon Charmig     | Dania      | Uno-X Pro Cycling Team             | + 1' 18"    |
| 6. | Kévin Vauquelin    | Francja    | Arkéa-Samsic                       | + 1' 38"    |
| 7. | Kevin Colleoni     | Włochy     | BikeExchange-Jayco                 | + 1' 50"    |
| 8. | Rein Taaramäe      | Estonia    | Intermarché-Wanty-Gobert Matériaux | + 1' 51"    |
| 9. | Henri Vandenabeele | Belgia     | Team DSM                           | + 1' 54"    |
| 10. | Mauro Schmid       | Szwajcaria | Quick-Step Alpha Vinyl             | + 2' 01"    |

| Klasyfikacja punktowa | Klasyfikacja punktowa | Klasyfikacja punktowa | Klasyfikacja punktowa              | Klasyfikacja punktowa |
| Kolarz                | Kolarz                | Państwo               | Drużyna                            | Punkty                |
| --------------------- | --------------------- | --------------------- | ---------------------------------- | --------------------- |
| 1.                    | Fernando Gaviria      | Kolumbia              | UAE Team Emirates                  | 37 pkt                |
| 2.                    | Kaden Groves          | Australia             | BikeExchange-Jayco                 | 33 pkt                |
| 3.                    | Jan Hirt              | Czechy                | Intermarché-Wanty-Gobert Matériaux | 32 pkt                |
| 4.                    | Amaury Capiot         | Belgia                | Arkéa-Samsic                       | 28 pkt                |
| 5.                    | Mark Cavendish        | Wielka Brytania       | Quick-Step Alpha Vinyl             | 27 pkt                |
| 6.                    | Fausto Masnada        | Włochy                | Quick-Step Alpha Vinyl             | 24 pkt                |
| 7.                    | Anthon Charmig        | Dania                 | Uno-X Pro Cycling Team             | 24 pkt                |
| 8.                    | Kévin Vauquelin       | Francja               | Arkéa-Samsic                       | 24 pkt                |
| 9.                    | Rui Costa             | Portugalia            | UAE Team Emirates                  | 21 pkt                |
| 10.                   | Élie Gesbert          | Francja               | Arkéa-Samsic                       | 18 pkt                |

| Klasyfikacja punktowa | Klasyfikacja punktowa | Klasyfikacja punktowa | Klasyfikacja punktowa              | Klasyfikacja punktowa |
| Kolarz                | Kolarz                | Państwo               | Drużyna                            | Punkty                |
| --------------------- | --------------------- | --------------------- | ---------------------------------- | --------------------- |
| 1.                    | Fernando Gaviria      | Kolumbia              | UAE Team Emirates                  | 37 pkt                |
| 2.                    | Kaden Groves          | Australia             | BikeExchange-Jayco                 | 33 pkt                |
| 3.                    | Jan Hirt              | Czechy                | Intermarché-Wanty-Gobert Matériaux | 32 pkt                |
| 4.                    | Amaury Capiot         | Belgia                | Arkéa-Samsic                       | 28 pkt                |
| 5.                    | Mark Cavendish        | Wielka Brytania       | Quick-Step Alpha Vinyl             | 27 pkt                |
| 6.                    | Fausto Masnada        | Włochy                | Quick-Step Alpha Vinyl             | 24 pkt                |
| 7.                    | Anthon Charmig        | Dania                 | Uno-X Pro Cycling Team             | 24 pkt                |
| 8.                    | Kévin Vauquelin       | Francja               | Arkéa-Samsic                       | 24 pkt                |
| 9.                    | Rui Costa             | Portugalia            | UAE Team Emirates                  | 21 pkt                |
| 10.                   | Élie Gesbert          | Francja               | Arkéa-Samsic                       | 18 pkt                |

| Klasyfikacja młodzieżowa | Klasyfikacja młodzieżowa | Klasyfikacja młodzieżowa | Klasyfikacja młodzieżowa | Klasyfikacja młodzieżowa |
| Kolarz                   | Kolarz                   | Państwo                  | Drużyna                  | Czas                     |
| ------------------------ | ------------------------ | ------------------------ | ------------------------ | ------------------------ |
| 1.                       | Anthon Charmig           | Dania                    | Uno-X Pro Cycling Team   | 22h 37' 01"              |
| 2.                       | Kévin Vauquelin          | Francja                  | Arkéa-Samsic             | + 20"                    |
| 3.                       | Kevin Colleoni           | Włochy                   | BikeExchange-Jayco       | + 32"                    |
| 4.                       | Henri Vandenabeele       | Belgia                   | Team DSM                 | + 36"                    |
| 5.                       | Mauro Schmid             | Szwajcaria               | Quick-Step Alpha Vinyl   | + 43"                    |
| 6.                       | Kevin Vermaerke          | Stany Zjednoczone        | Team DSM                 | + 59"                    |
| 7.                       | Filippo Zana             | Włochy                   | Bardiani CSF Faizanè     | + 1' 56"                 |
| 8.                       | Dienis Niekrasow         | Rosja                    | Gazprom-RusVelo          | + 2' 16"                 |
| 9.                       | Luca Covili              | Włochy                   | Bardiani CSF Faizanè     | + 2' 23"                 |
| 10.                      | Hugo Toumire             | Francja                  | Cofidis                  | + 3' 14"                 |

| Klasyfikacja młodzieżowa | Klasyfikacja młodzieżowa | Klasyfikacja młodzieżowa | Klasyfikacja młodzieżowa | Klasyfikacja młodzieżowa |
| Kolarz                   | Kolarz                   | Państwo                  | Drużyna                  | Czas                     |
| ------------------------ | ------------------------ | ------------------------ | ------------------------ | ------------------------ |
| 1.                       | Anthon Charmig           | Dania                    | Uno-X Pro Cycling Team   | 22h 37' 01"              |
| 2.                       | Kévin Vauquelin          | Francja                  | Arkéa-Samsic             | + 20"                    |
| 3.                       | Kevin Colleoni           | Włochy                   | BikeExchange-Jayco       | + 32"                    |
| 4.                       | Henri Vandenabeele       | Belgia                   | Team DSM                 | + 36"                    |
| 5.                       | Mauro Schmid             | Szwajcaria               | Quick-Step Alpha Vinyl   | + 43"                    |
| 6.                       | Kevin Vermaerke          | Stany Zjednoczone        | Team DSM                 | + 59"                    |
| 7.                       | Filippo Zana             | Włochy                   | Bardiani CSF Faizanè     | + 1' 56"                 |
| 8.                       | Dienis Niekrasow         | Rosja                    | Gazprom-RusVelo          | + 2' 16"                 |
| 9.                       | Luca Covili              | Włochy                   | Bardiani CSF Faizanè     | + 2' 23"                 |
| 10.                      | Hugo Toumire             | Francja                  | Cofidis                  | + 3' 14"                 |

| Klasyfikacja najaktywniejszych | Klasyfikacja najaktywniejszych | Klasyfikacja najaktywniejszych | Klasyfikacja najaktywniejszych     | Klasyfikacja najaktywniejszych |
| Kolarz                         | Kolarz                         | Państwo                        | Drużyna                            | Punkty                         |
| ------------------------------ | ------------------------------ | ------------------------------ | ---------------------------------- | ------------------------------ |
| 1.                             | Peio Goikoetxea                | Hiszpania                      | Euskaltel-Euskadi                  | 18 pkt                         |
| 2.                             | Antonio Angulo                 | Hiszpania                      | Euskaltel-Euskadi                  | 17 pkt                         |
| 3.                             | Samuele Zoccarato              | Włochy                         | Bardiani CSF Faizanè               | 14 pkt                         |
| 4.                             | Victor Langellotti             | Monako                         | Burgos-BH                          | 8 pkt                          |
| 5.                             | Jan Hirt                       | Czechy                         | Intermarché-Wanty-Gobert Matériaux | 6 pkt                          |

| Klasyfikacja najaktywniejszych | Klasyfikacja najaktywniejszych | Klasyfikacja najaktywniejszych | Klasyfikacja najaktywniejszych     | Klasyfikacja najaktywniejszych |
| Kolarz                         | Kolarz                         | Państwo                        | Drużyna                            | Punkty                         |
| ------------------------------ | ------------------------------ | ------------------------------ | ---------------------------------- | ------------------------------ |
| 1.                             | Peio Goikoetxea                | Hiszpania                      | Euskaltel-Euskadi                  | 18 pkt                         |
| 2.                             | Antonio Angulo                 | Hiszpania                      | Euskaltel-Euskadi                  | 17 pkt                         |
| 3.                             | Samuele Zoccarato              | Włochy                         | Bardiani CSF Faizanè               | 14 pkt                         |
| 4.                             | Victor Langellotti             | Monako                         | Burgos-BH                          | 8 pkt                          |
| 5.                             | Jan Hirt                       | Czechy                         | Intermarché-Wanty-Gobert Matériaux | 6 pkt                          |

| Klasyfikacja drużynowa | Klasyfikacja drużynowa             | Klasyfikacja drużynowa | Klasyfikacja drużynowa |
| Drużyna                | Drużyna                            | Państwo                | Czas                   |
| ---------------------- | ---------------------------------- | ---------------------- | ---------------------- |
| 1.                     | Arkéa-Samsic                       | Francja                | 67h 53' 48"            |
| 2.                     | Intermarché-Wanty-Gobert Matériaux | Belgia                 | + 7"                   |
| 3.                     | Team DSM                           | Holandia               | + 2' 01"               |
| 4.                     | Bardiani-CSF-Faizanè               | Włochy                 | + 9' 31"               |
| 5.                     | Quick-Step Alpha Vinyl             | Belgia                 | + 10' 05"              |

| Klasyfikacja drużynowa | Klasyfikacja drużynowa             | Klasyfikacja drużynowa | Klasyfikacja drużynowa |
| Drużyna                | Drużyna                            | Państwo                | Czas                   |
| ---------------------- | ---------------------------------- | ---------------------- | ---------------------- |
| 1.                     | Arkéa-Samsic                       | Francja                | 67h 53' 48"            |
| 2.                     | Intermarché-Wanty-Gobert Matériaux | Belgia                 | + 7"                   |
| 3.                     | Team DSM                           | Holandia               | + 2' 01"               |
| 4.                     | Bardiani-CSF-Faizanè               | Włochy                 | + 9' 31"               |
| 5.                     | Quick-Step Alpha Vinyl             | Belgia                 | + 10' 05"              |

### Liderzy klasyfikacji
| Etap   |             | Pierwsze miejsce _ | Klasyfikacja generalna | Punktowa         | Młodzieżowa    | Najaktywniejszych | Drużynowa                          |
| ------ | ----------- | ------------------ | ---------------------- | ---------------- | -------------- | ----------------- | ---------------------------------- |
| 1      | płaski      | Fernando Gaviria   | Fernando Gaviria       | Fernando Gaviria | Kaden Groves   | Peio Goikoetxea   | UAE Team Emirates                  |
| 2      | płaski      | Mark Cavendish     | Mark Cavendish         | Mark Cavendish   | Kaden Groves   | Peio Goikoetxea   | UAE Team Emirates                  |
| 3      | pagórkowaty | Anthon Charmig     | Anthon Charmig         | Mark Cavendish   | Anthon Charmig | Peio Goikoetxea   | Intermarché-Wanty-Gobert Matériaux |
| 4      | pagórkowaty | Fausto Masnada     | Fausto Masnada         | Mark Cavendish   | Anthon Charmig | Peio Goikoetxea   | Intermarché-Wanty-Gobert Matériaux |
| 5      | górski      | Jan Hirt           | Jan Hirt               | Jan Hirt         | Anthon Charmig | Peio Goikoetxea   | Arkéa-Samsic                       |
| 6      | płaski      | Fernando Gaviria   | Jan Hirt               | Fernando Gaviria | Anthon Charmig | Peio Goikoetxea   | Arkéa-Samsic                       |
| Koniec | Koniec      |                    | Jan Hirt               | Fernando Gaviria | Anthon Charmig | Peio Goikoetxea   | Arkéa-Samsic                       |